# Archibald Acheson (2. hrabia Gosford)
Archibald Acheson, 2. hrabia Gosford (ur. 1776, zm. 1849) – brytyjski arystokrata i administrator kolonialny, gubernator generalny Brytyjskiej Kanady. Za jego rządów w koloniach nasilił się kryzys społeczny związany ze wzrastającymi aspiracjami Kanadyjczyków. Gubernator popierał ultrakonserwatywne ugrupowania w obu częściach kolonii. W tym czasie rodziła się idea „odpowiedzialnego rządu”, Acheson jednak niweczył wszelkie próby reform. Napięcie związane z sytuacją doprowadziło ostatecznie do wybuchu buntów w Górnej Kanadzie i Dolnej Kanadzie. Bunty zostały łatwo stłumione, lecz zwróciły uwagę rządu w Londynie na problemy kolonii. W celu zbadania sytuacji do Kanady wysłany został specjalny komisarz John George Lambton, którego sprawozdanie (tzw. Durham Report) proponowało przeprowadzenie reform w Kanadzie. Acheson nieskutecznie walczył z próbami reform, po czym został odwołany ze stanowiska i powrócił do Anglii w 1840.